# Сэм, Брент
Брент Сэм (англ. Brent Sam; 18 апреля 1996, Тринидад и Тобаго) — тринидадский футболист, нападающий.

## Карьера
Начинал свою карьеру в клубе «Сан-Хуан Джаблоти». Некоторое время играл в третьем по силе дивизионе Португалии, после чего вернулся на родину. В составе «Дефенс Форс» Сэм становился чемпионом страны. За сборную Тринидада и Тобаго форвард дебютировал 25 марта 2021 года в матче отборочного турнира к ЧМ-2022 против Гайаны (3:0).

## Достижения
- Чемпион Тринидада и Тобаго (2): 2019, 2020.